# Snow (app)
Snow és una missatgeria d'imatges i una aplicació mòbil multimèdia creada per Camp Mobile, subsidiaria d'una filial gegant de recerca d'internet de Corea Del Sud: Naver Corporation. Presenta adhesius virtuals utilitzant realitat augmentada i filtres fotogràfics. Les fotografies i els missatges que s'envien a través de Snow són únicament accessibles per un temps curt.

## Història
Snow va ser llançat el setembre de 2015 per Camp Mobile. L'empresa va col·laborar amb diferents artistes coreans com BTS i Twice per llançar selfies adhesius.
El 2016, l'app va convertir-se en la seva pròpia empresa, anomenada Snow Corp.
El 2018, Snow Corp va aconseguir 50m$ de SoftBank i Sequoia China. Està utilitzant la inversió per desenvolupar el la seva realitat augmentada i tecnologies de reconeixement facial, con en l'aplicació Zepeto.

## Característiques
Snow permet als usuaris fer fotografies o vídeos (d'una duració màxima de 10 segons) i escollir d'entre 1,300 adhesius i 50 filtres. També els poden enviar en missatges que es destrueixen en 48 hores. Els vídeos també poden ser guardats com arxius de GIF. Segons Empresarial Insider, l'app funciona com a clon de Snapchat.